# Distretto di Guro (Mozambico)
Il distretto di Guro è un distretto del Mozambico, facente parte della Provincia di Manica.

## Suddivisioni amministrative
Il distretto è suddiviso in quattro sottodistretti amministrativi (posti amministrativi):
- Guro
- Dacata
- Mandie
- Nhamassonge